# Dornier Do 23
Дорнье Do 23 (нем. Dornier Do 23) — немецкий тяжёлый дневной и ночной бомбардировщик времён второй мировой войны, разработанный на основе предшественника Dornier Do 11. Изменения затронули в большей степени вооружение.

## История разработки и создания
Dornier Do 23 был разработан на основе предшественника Dornier Do 11 и по заведённому порядку получил название Dornier Do 13, которое впоследствии в связи с суевериями лётчиков было изменено на Dornier Do 23. Самолёт был оснащён закрытым мотором серии BMW VI, фюзеляж, крылья и хвост самолёт унаследовал от своего предшественника. Единственным изменением конструкции стали закрылки, призванные улучшить посадочные характеристики.
При производстве самолёты именовались по буквам: первый выпущенный самолёт назывался 23А, второй 23В и так далее до 23G, когда производство самолёта запустили в серию. Буквы после номера не обозначают серию, самолёты А, B, C, D, E, F и G по своим характеристикам абсолютно идентичны. Всего с 1934 по 1935 год было произведено 282 самолёта этой модификации, 273 из них были отправлены в военные подразделения, а остальные 9, также как и самолёты A, C, E и F использовались для испытаний. В 1936 году на смену Do 23G пришли Do 17. В производстве самолётов наряду с фирмой Dornier приняли участие также фирма Henschel и фирма Blohm&Voss, построив каждая по 24 самолёта.
Во время второй мировой войны модифицированные Dornier Do 23G использовались для поиска минных полей. Несколько самолётов использовались для проведения испытаний химического оружия. В 1941 году Do 23 участвовали в боевых действиях на Балтике, а два Do 23 были переданы ВВС Венгрии, где использовались как транспортные.

## Тактико-технические данные
- Тип — четырёхместный тяжелый дневной и ночной бомбардировщик
- Двигатели — два BMW VI, 12-цилиндровые жидкостного охлаждения
- Мощность двигателей: 750 л.с. на взлете и 550 л.с. на номинале
- Вооружение:
  - 3 пулемета МG-15 7,9 мм на подвижных установках в носу, нижней и верхней открытых позициях
  - 1000 кг бомб на вертикальных подвесках
- Максимальная скорость — 260 км/ч
- Крейсерская скорость — 210 км/ч
- Дальность полета — 1350 км при скорости 185 км/ч на высоте 2500 м
- Продолжительность полета — 7,5 часов
- Скороподъёмность при весе 8760 кг — 4,5 м/сек
- Время подъёма на высоту 1000 м — 4 мин
- Потолок — 4200 м
- Вес:
  - пустой — 5600 кг
  - нормальный — 8760 кг
  - максимальный — 9200 кг
- Размеры:
  - размах — 25,6 м
  - длина — 18,8 м
  - высота — 5,4 м
  - площадь крыла — 103 м2